# Antonio Zolezzi
Antonio Zolezzi (Italia, 1874 – Buenos Aires, Argentina, 21 de julio de 1953) fue un político argentino de origen italiano y presidente del Club Atlético River Plate en dos oportunidades.

## Biografía
Zolezzi vino de Italia, donde trabajó como comerciante, se había embarcado en Génova en el barco "Duque de Galliera", del que llegó a bordo a la Argentina. Comenzó su carrera política ocupando el cargo de concejal de la capital. Es bisabuelo de Pedro Alfonso Zolezzi famoso productor de Ideas del Sur y marido de Paula Chaves.

### Presidencia
Durante su primera presidencia se produjo la crisis por la cual se dividió la por entonces Asociación Argentina de Football (AAF) originándose la Federación Argentina de Football (FAF), Zolezzi optó por la permanencia de River Plate en la AAF. En su segunda y última etapa, celebró las Bodas de Plata de la entidad.
- Datos: Q3620346